# Pseudochthonius strinatii
Pseudochthonius strinatii är en spindeldjursart som beskrevs av Beier 1969. Pseudochthonius strinatii ingår i släktet Pseudochthonius och familjen käkklokrypare. Inga underarter finns listade i Catalogue of Life.